# Thomas Kirk
Thomas Kirk (*, 18 de gener de 1828 - 8 de març de 1898) va ser un botànic neozelandès d'origen anglès.

## Biografia
L'any 1863 va arribar a Auckland, disposant-se a expedicionar botánicamente per l'àrea. Va participar molt activament de The Transactions of the New Zealand Institute, i el seu primer volum va ser publicat l'any 1869. Posteriorment va contribuir amb 138 articles durant prop de 30 anys de filiació.
Va ser un expert taxònom, aconseguint que encara en l'actualitat es mantinguin els seus noms. En alguns enormes gèneres va anomenar moltes noves espècies, il·lustrant-se en els següents exemples, on el nombre entre parèntesis denota quantes vegades ha estat revisat i encara acceptat com a espècie: 
- Veronica 21 (7)
- Celmisia 17 (6)
- Gentiana 17 (7)
- Carmichaelia 17 (11)
- Olearia 16 (4)
- Pittosporum 15 (5)
- Lepidium 10 (4)
- Ligusticum 9 (5)
- Panax & Pseudopanax 8 (5)
- Cotula 8 (3)
- Gunnera 7 (4)
- Colobanthus 6 (4)

El seu enorme herbari es conserva en l'actualitat en el "Dominion Museum de Wellington".

## Algunes publicacions

### Llibres
- Handbook, 1864-1867
- Forest Flora
- Students' Flora

## Honors
Més de 200 espècies s'han nomenat en el seu honor, entre elles:
- (Acanthaceae) Sclerochiton kirkii C.B.Clarke
- (Adiantaceae) Cheilanthes kirkii J.B.Armstr.
- (Adiantaceae) Doryopteris kirkii (Hook.) Alston
- (Amaranthaceae) Centemopsis kirkii Schinz
- (Anacardiaceae) Lannea kirkii Burtt Davy
- (Anacardiaceae) Searsia kirkii (Oliv.) Moffett
- (Asteraceae) Macledium kirkii (Harv.) S.Ortiz
- (Combretaceae) Combretum kirkii M.A.Lawson
- (Crassulaceae) Crassula kirkii (Allan) A.P.Druce & Given
- (Euphorbiaceae) Euphorbia kirkii (N.e.br.) Bruyns
- (Hyacinthaceae) Ledebouria kirkii (Baker) Stedje & Thulin
- (Malvaceae) Gossypioides kirkii (Mast.) Skovst.
- (Meliosmaceae) Meliosma kirkii Hemsl. & I.H.Wilson